# Claire Bretécher
Claire Bretécher   (Nantes, 17 d'abril de 1940 - 10è districte de París, 11 de febrer de 2020) fou una dibuixant de còmics francesa, coneguda particularment per les seves obres sobres qüestions de gènere, sempre amb una mirada satírica i un traç lliure i elegant. Va ser una de les primeres grans autores de còmic, juntament amb Núria Pompeia, obrint pas a les autores que sorgirien amb el temps, com Julie Doucet, Catherine Meurisse, Flavita Banana, Maitena o Alison Bechdel i a moltes altres.
Bretécher va fer les seves primeres passes com a il·lustradora a l'obra Le Facteur Rhésus de René Goscinny per a l'Os à Moelle l'any 1963. Va continuar treballant en diverses revistes populars i el 1969 va crear el personatge Cellulite, paròdia del conte de fades d'una princesa de físic ingrat que es desespera per trobar un príncep charmant malgrat la insistència del seu pare voluble i erotòman. Aviat té succés i contribueix a definir l'època, que clava amb Les frustrés, el seu primer llibre autoeditat. El 1972 junts amb Gotlib i Mandryka va fundar el còmic Franco-belga L'Écho des savanes.
Al llarg de les dècades del 1970 i del 1980 va publicar diverses col·leccions molt exitoses, com The Destiny of Monique (1982). Les mares, El destí de la Mònica i Doctor Figuera, metge de capçalera són tres títols seus de Beta Editorial de primers dels vuitanta (traducció d'Anna M. Palé i Sònia Niño), casa que a més va publicar, només en versió castellana, dos volums d'un dels grans personatges de la Bretécher, Agripina i Las trifulcas de Agripina (traducció d'Anna M. Palé). Amb Agripina marca pautes en el tractament de l'adolescència sense sentimentalismes ni clixés i la seva petja ha quedat certificada el 2001 en una sèrie de televisió de vint-i-sis capítols empesa per Canal+. En aquests llibres Brétecher parla, com la Pompeia, de les dones normals i corrents d'una classe mitjana urbana i les sorprenents contradiccions dels anys pop.
El 1975 va guanyar el Premi al millor autor al Festival del Còmic d'Angulema i el 1987 el Premi Adamson de Suècia.